# Delia Steinberg Guzmán
Delia Steinberg Guzmán, (Buenos Aires, 1943), là một nhà triết học, nhạc sĩ và nhà văn và kể từ năm 1991 là Chủ tịch quốc tế của Tổ chức quốc tế New Acropolis, một hiệp hội phi lợi nhuận dành riêng cho việc quảng bá triết lý, văn hóa và tình nguyện. Bà được sinh ra ở Buenos Aires, Argentina vào ngày 7 tháng 1 năm 1943, và có được quốc tịch Tây Ban Nha vào năm 1975. Bà được trao tặng Thập giá Paris về Nghệ thuật, Khoa học và Văn học bởi Académie française.

## Tiểu sử
Delia Steinberg học âm nhạc từ khi còn nhỏ và bà tốt nghiệp Nhạc viện Quốc gia ở Buenos Aires khi 17 tuổi với vai trò là Giáo viên Piano và Sáng tác nhạc. Sau đó, bà tiếp tục việc học của mình khi theo học nghệ sĩ dương cầm hòa nhạc Argentina Flora Nudelman, và sau đó là chuyên gia người Nga Hubert Brandenburg. Bản thân Nudelman đã là học trò của Jorge Lalewicz, người đã theo học Anatoly Lyadov và Nicolai Rimsky-Korsakov. Bà đã hoàn thành việc học của mình với bằng thạc sĩ về Triết học của Đại học Buenos Aires, và tham gia các khóa học chuyên ngành về Khảo cổ học và Lịch sử, khoa học chính xác, báo chí và quảng cáo. Vào năm 1972, bà trở thành Giám đốc của Tổ chức quốc tế New Acropolis ở Tây Ban Nha và kể từ sau cái chết của người sáng lập và giám đốc quốc tế đầu tiên của tổ chức là Jorge Livraga vào năm 1991 thì bà là chủ tịch quốc tế của tổ chức.

## Tác phẩm
- Los juegos de Maya (Madrid, 1980)[4]
- Hoy ví... (Madrid, 1983)[5]
- Me dijeron que... (Madrid, 1984)
- El Héroe Cotidiano. Reflexiones de un Filósofo (Madrid, 1ª ed. mayo de 1996)[6]
- Peligros del racismo. Reflexiones acerca del problema del racismo y alternativas filosóficas para erradicarlo (with several authors) (Madrid, 1997)[7]
- Colección: Perlas de Sabiduría (Madrid, 1ª ed. enero de 2002)
  - El Carácter según los Astros[8]
  - La Vida después de la Muerte[9]
  - Las Edades Esotéricas del Hombre[10]
  - Cómo se plasman los Sueños[11]
  - El Alma de la Mujer[12]
  - Libertad, Inexorabilidad[13]
  - Recuerdos y reminiscencias[14]
  - Esoterismo Práctico[15]
- Para conocerse mejor (Madrid, 2004)[16]
- Filosofía para vivir (Madrid, 2005)[17]
- ¿Qué hacemos con el corazón y la mente? (Madrid, 2005)[18]
- El ideal de los Templarios (2015)[19]